# Szczechy Małe
Szczechy Małe (niem. Klein Zechen) – wieś w Polsce położona w województwie warmińsko-mazurskim, w powiecie piskim, w gminie Pisz. W latach 1975–1998 miejscowość administracyjnie należała do województwa suwalskiego.

## Historia
Wieś powstała w ramach kolonizacji Wielkiej Puszczy. Wcześniej był to obszar Galindii. Wieś ziemiańska, dobra służebne w posiadaniu drobnego rycerstwa (tak zwani wolni, ziemianie w języku staropolskim), z obowiązkiem służby rycerskiej (zbrojnej). W XV i XVI w. w dokumentach wieś zapisywana była jako: Zcachen, Zechen, Matzen, Mateken i należała do parafii piskiej.
Wieś służebna lokowana w 1469 r. przez prokuratora piskiego Ulryka von Ottenberga za wiedzą wielkiego mistrza Henryka Reuβa von Plauena, na 7 łanach na prawie chełmińskim z obowiązkiem połowy służby zbrojnej, nadana bartnikom z Pisza: Stefanowi Sczechowi i Stańkowi Świni.
Zobacz też: Szczechy Wielkie